# Complexe sportif Fernando-Alonso
Le complexe sportif Fernando-Alonso (en espagnol : Complejo Deportivo Fernando Alonso, également connu sous le nom espagnol : Museo y Circuito Fernando Alonso) est un projet sportif destiné à la promotion du sport automobile et un mémorial à Fernando Alonso, champion d'Oviedo, champion des Asturies, champion d'Espagne, double champion du monde des pilotes de Formule 1, champion du monde d'endurance 2018-2019 et double vainqueur des 24 Heures du Mans.
Le complexe est situé à côté de la piste de l'aérodrome de La Morgal dans le quartier du même nom, à Llanera, à 12 kilomètres au nord-est d'Oviedo dans les Asturies.

## Installations
Le complexe comprend un musée consacré à Fernando Alonso, un circuit de karting, un circuit de conduite spécialisée, une piste de conduite sur route et un parcours de golf. Le musée, composé de différentes salles sur une surface d'environ 2 300 m2, présente les collections personnelles de Fernando Alonso ainsi qu'une salle de formation à la conduite. Il héberge également la Fondation pour la promotion de l'automobile dans les Asturies (Fundación para el fomento del automovilismo en Asturias).
Le complexe dispose d'un parking d'une capacité de 368 places automobiles, 14 cars et 162 m2 pour les motos. La zone de compétition dispose d'un paddock, de voies intérieures et d'un parc d'assistance, conformément à la réglementation internationale, pour accueillir les différentes équipes. Le circuit est équipé d'une tribune d'une capacité de 200 personnes assises.

### Musée
La collection Fernando Alonso comprend la plupart des engins de course que Fernando Alonso a piloté depuis l'âge de trois ans, des combinaisons de course, des casques, ainsi que ses trophées.
Outre les différentes versions de ses propres casques qu'il a utilisés au cours de sa carrière, est également exposée sa collection complète de casques d'autres pilotes professionnels. Les pilotes auto et moto représentés dans le musée sont Marco Andretti, Michael Andretti, Rubens Barrichello, Andrea Bertolini, Jenson Button, Valtteri Bottas, David Coulthard, Gil de Ferran, Giancarlo Fisichella, Romain Grosjean, Esteban Gutiérrez, Mika Häkkinen, Lewis Hamilton, Nico Hülkenberg, Tony Kanaan, Robert Kubica, Daniil Kvyat, Pedro de la Rosa, Jorge Lorenzo, Pastor Maldonado, Marc Márquez, Felipe Massa, Juan Pablo Montoya, Sergio Pérez, Nelsinho Piquet, Kimi Räikkönen, Daniel Ricciardo, Nico Rosberg, Carlos Sainz Jr., Michael Schumacher, Jarno Trulli, Max Verstappen, Sebastian Vettel, Jacques Villeneuve et Mark Webber.
En mai 2022, en marge du Grand Prix d'Espagne, le double champion du monde de Formule 1 ouvre les portes de son musée à des journalistes français, de F1i Magazine, L'Auto-Journal et Canal+.
Pièces remarquables
- toutes les monoplaces de Formule 1 qu'Alonso a pilotées avant 2016, dont les Renault R25 et R26 avec lesquelles il a été champion du monde, ainsi que la McLaren MCL33 de 2018 avec la livrée spéciale d'Abou Dabi ;
- le moteur de la Renault R25 de la saison 2005 de Formule 1 ;
- la McLaren-Honda-Andretti Dallara DW12 de 2017 avec laquelle Alonso a participé aux 500 miles d'Indianapolis 2017 ;
- la Toyota TS050 Hybrid de 2018 avec laquelle Fernando Alonso a remporté les 24 Heures du Mans 2018.

### Circuit de karting

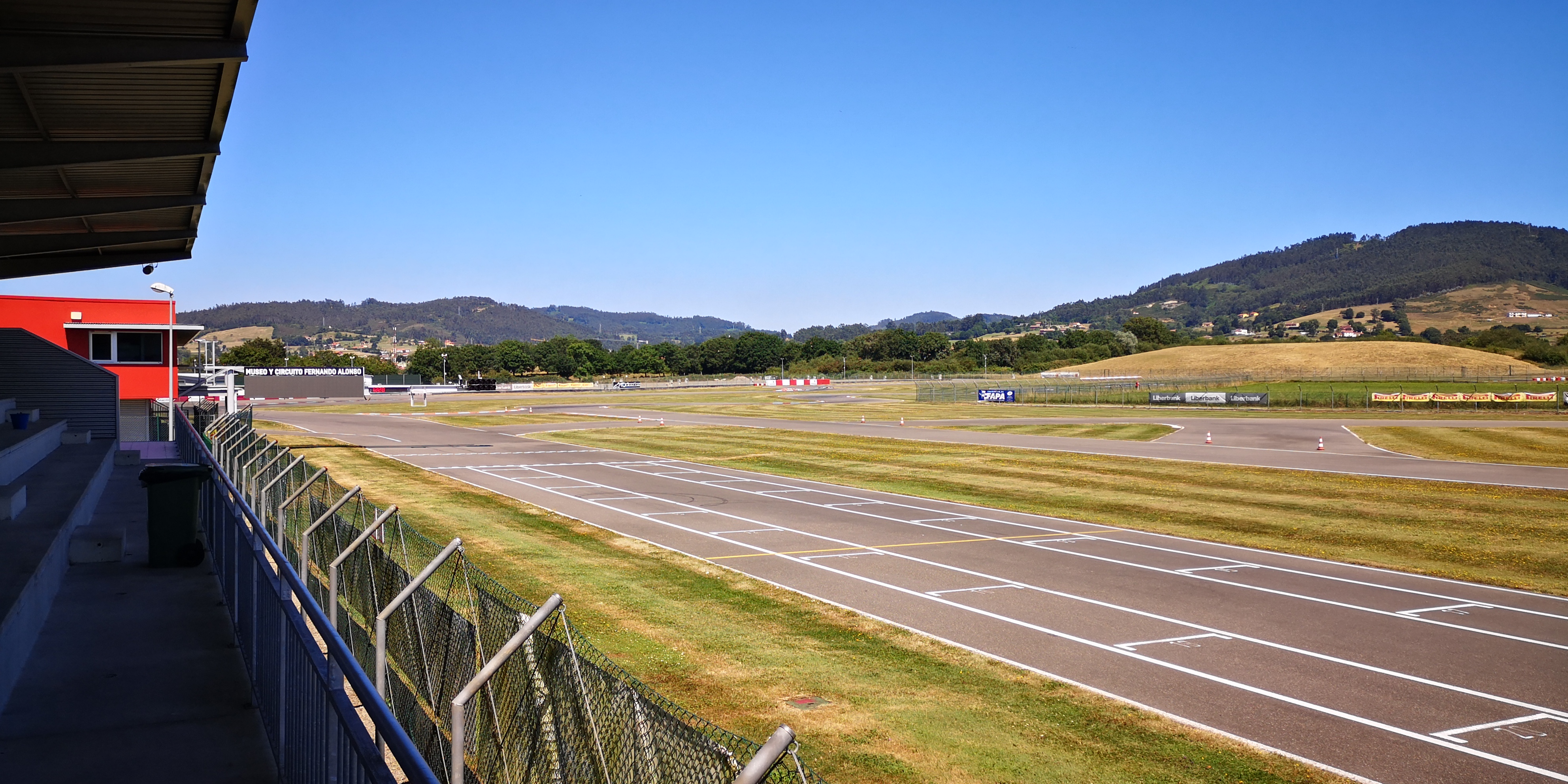
Le circuit de karting.

Le circuit de karting, sur 44 446,54 m2, offre la possibilité de réaliser vingt-neuf pistes différentes, dont les développements varient de 1 400 à 1 800 mètres. Le circuit principal peut être divisé en trois parcours secondaires de 721, 637 et 372 mètres pour faciliter l'entraînement.
Il est agréé pour accueillir des compétitions internationales au plus haut niveau, selon les normes CIK-FIA.
Le circuit a été inauguré par Fernando Alonso, le 18 mars 2011, devant 4 000 personnes. Il est ouvert au public depuis juin 2011.

### Galeries

Les kartings
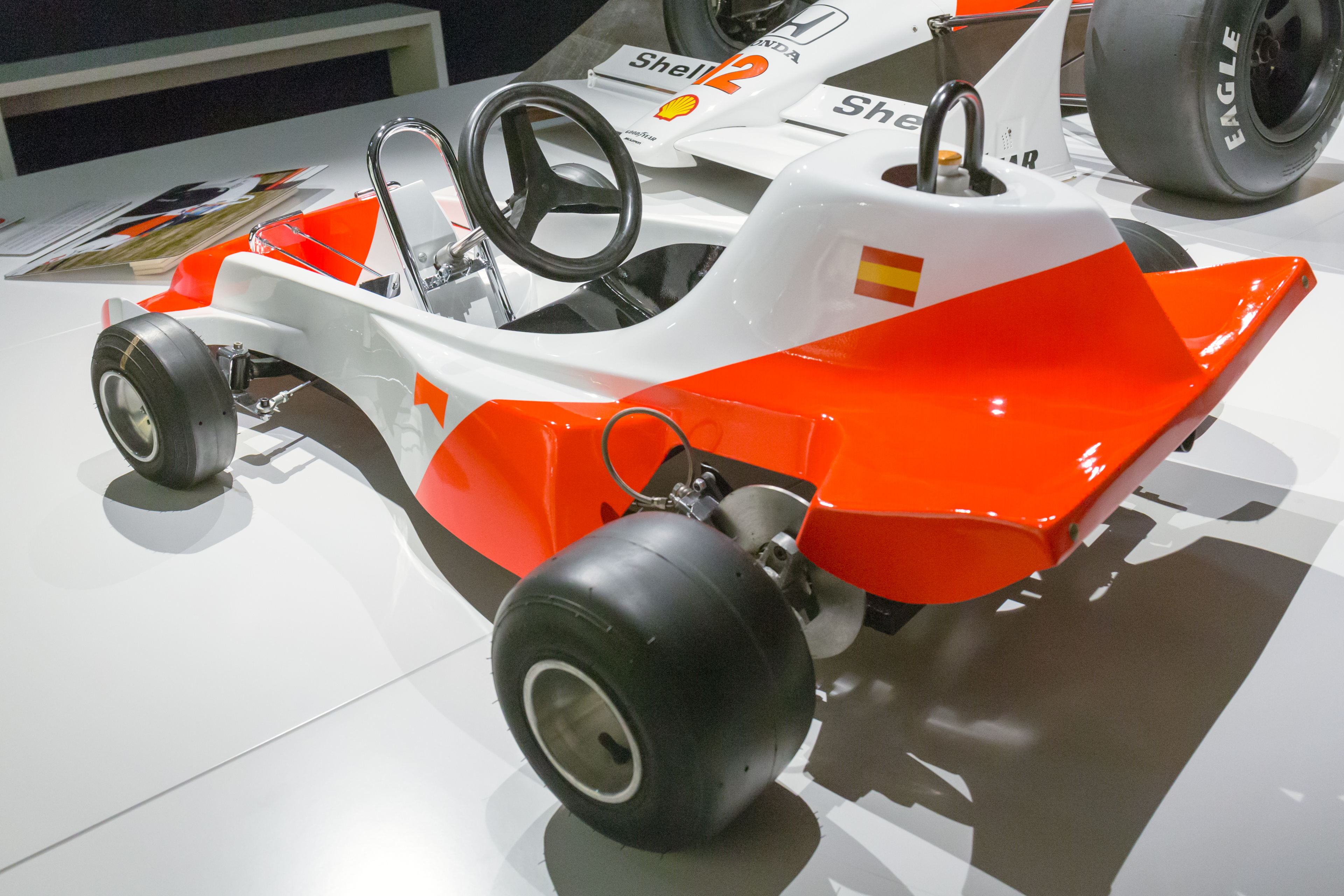
Le premier karting, initialement destiné à sa sœur, avec lequel Fernando Alonso a découvert le pilotage à l'âge de 2 ans en 1983. Ce bolide a été construit par son père, José Luis Alonso, qui s'était inspiré de la livrée des McLaren des années 1980.
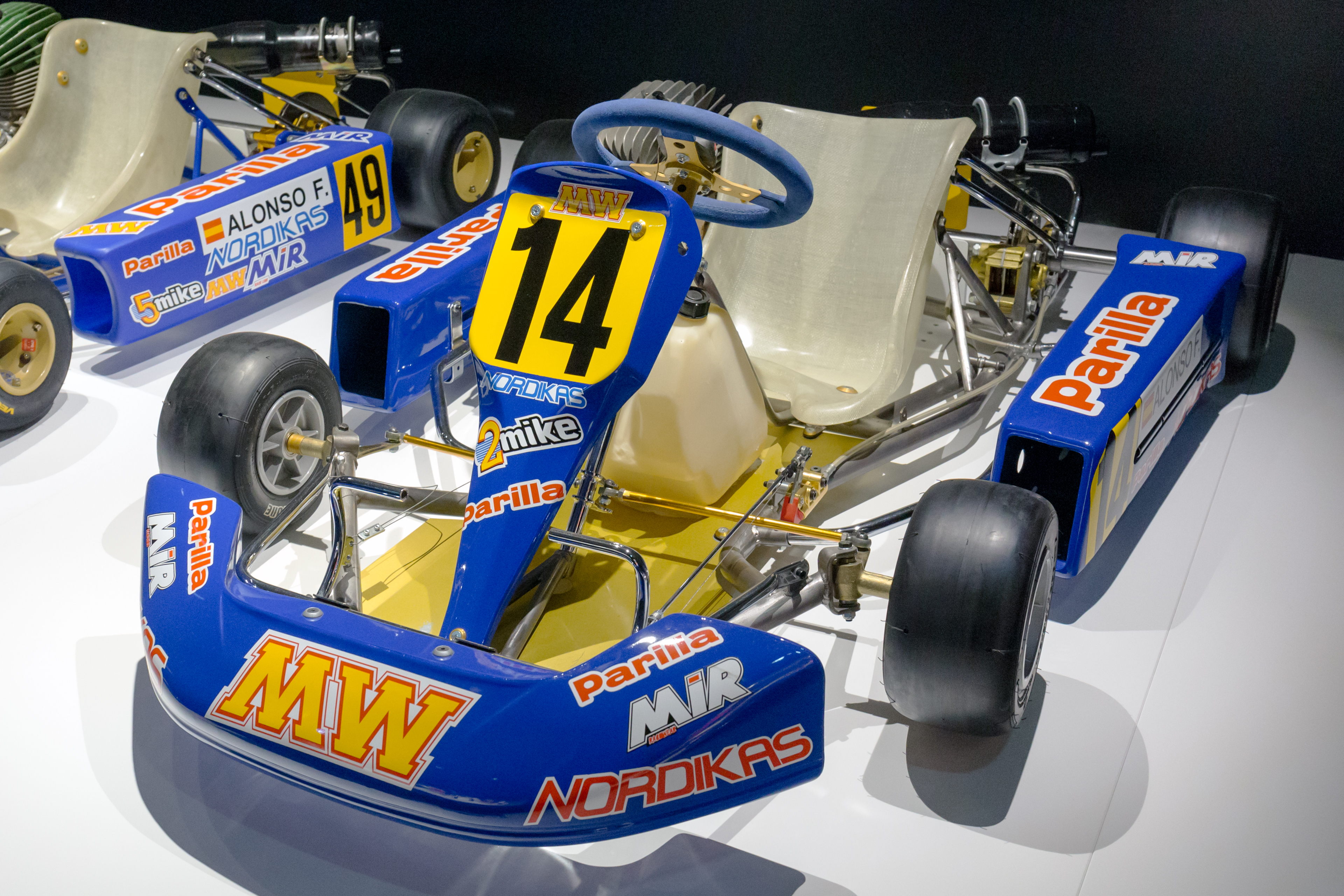
Le kart Mike Wilson Mike-2 à moteur Parilla avec lequel Alonso a remporté la coupe du monde junior en 1996. Le pilote espagnol reprendra son no 14 à partir de la mise en place des numéro permanent en Formule 1 en 2014.
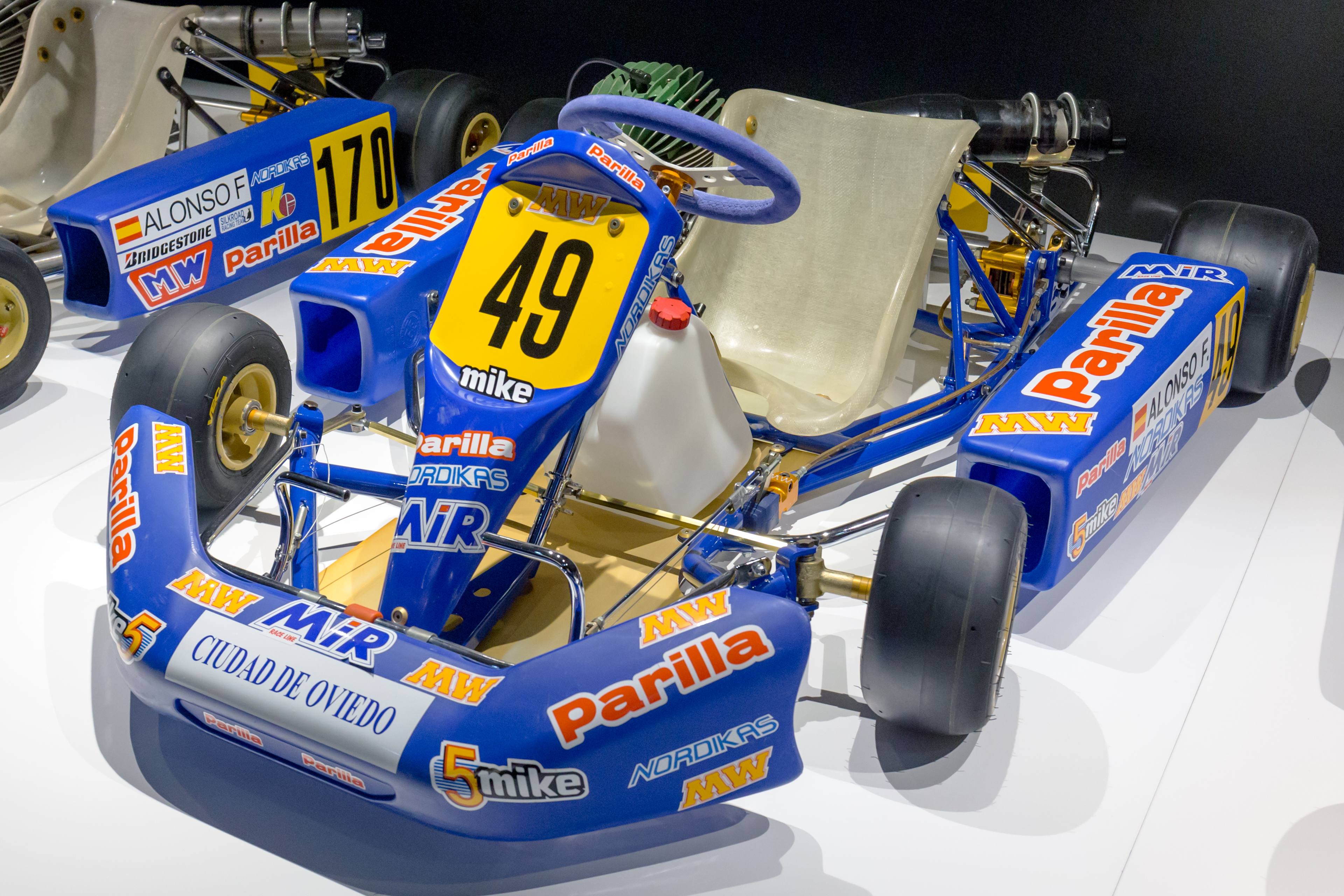
Le MW-Parilla avec lequel Alonso a remporté les titres italien et espagnol Inter-A en 1997.

Les premières monoplaces
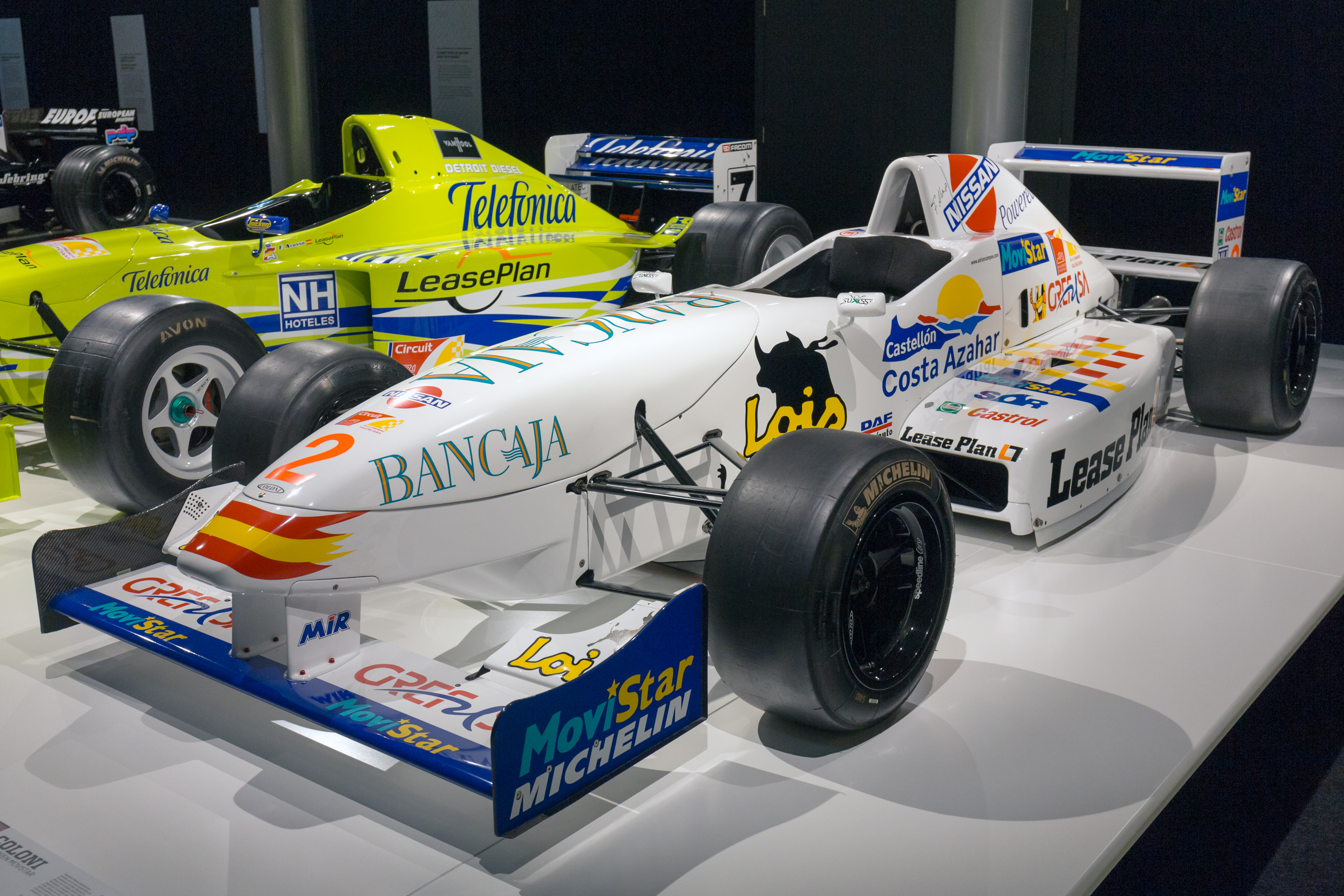
La Coloni CN1-98 du team Campos Motorsport avec laquelle Fernando Alonso a remporté le titre des World Series by Nissan en 1999 lors de sa première saison en monoplace.
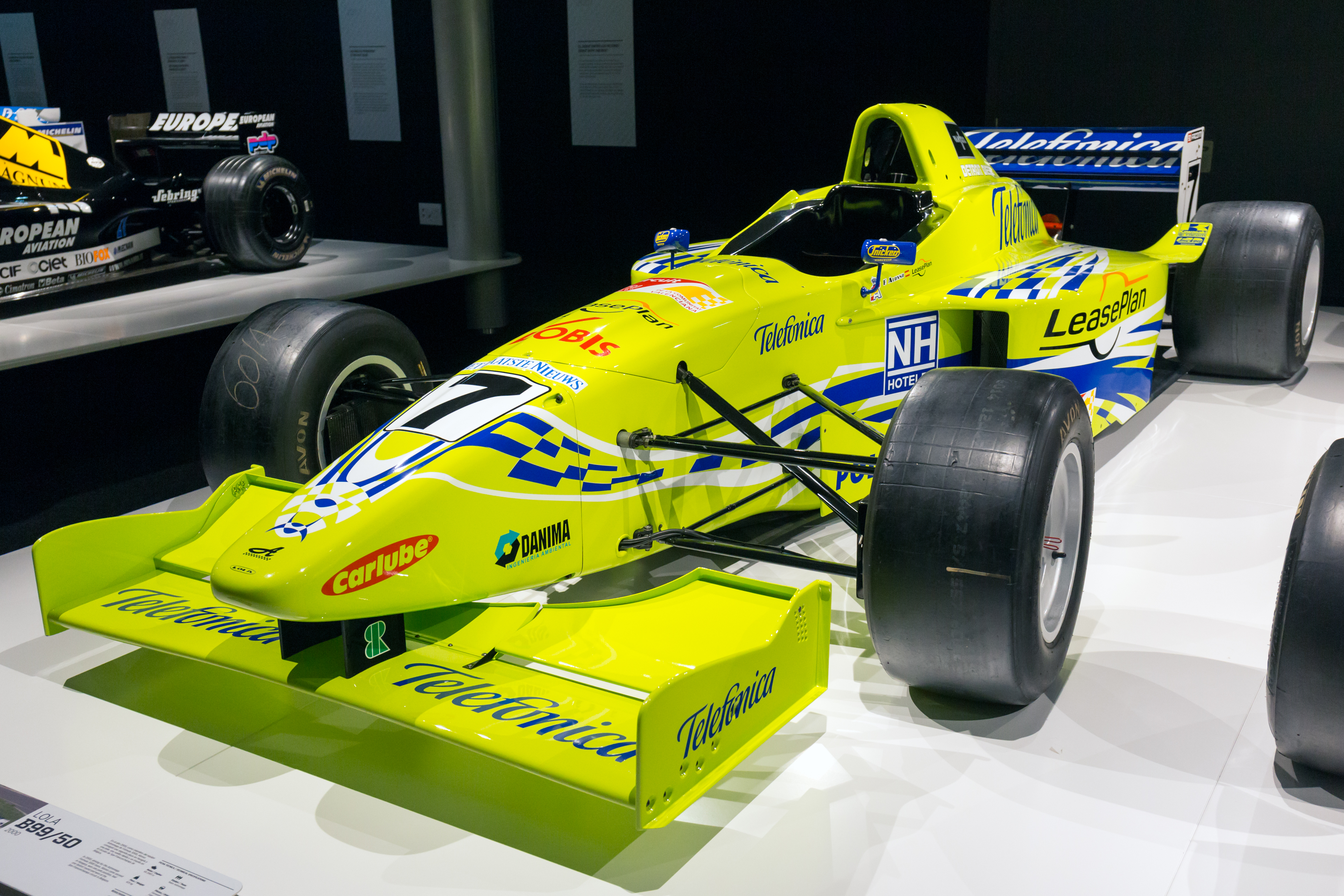
La Lola B99/50, du team Astromega, que Fernando Alonso pilotait en Formule 3000 en 2000.

Les Formule 1
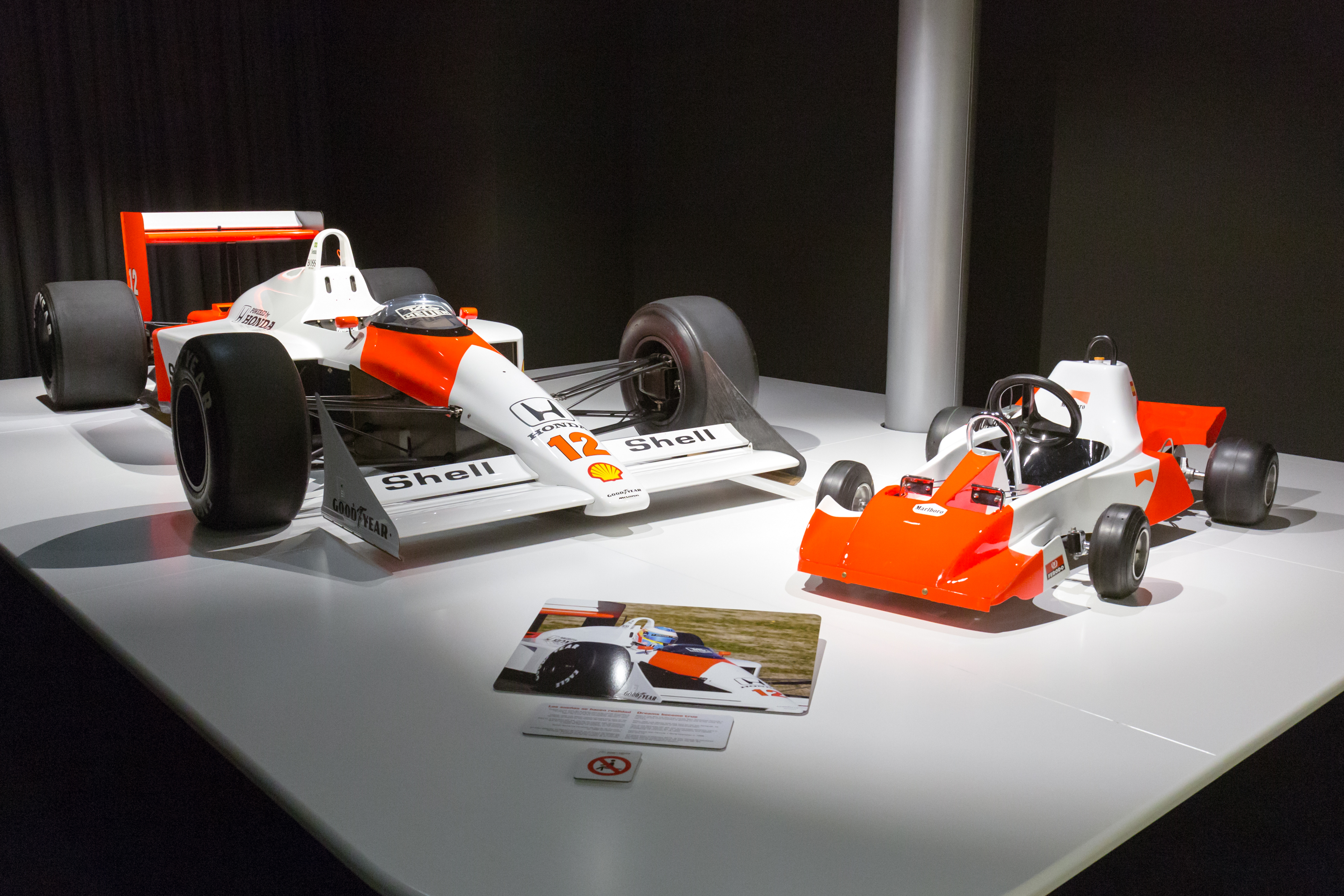
La McLaren MP4/4 (1988) d'Ayrton Senna (que l'Espagnol a eu l'occasion de piloter sur le circuit de Catalunya en février 2015), aux côtés du premier karting d'Alonso.
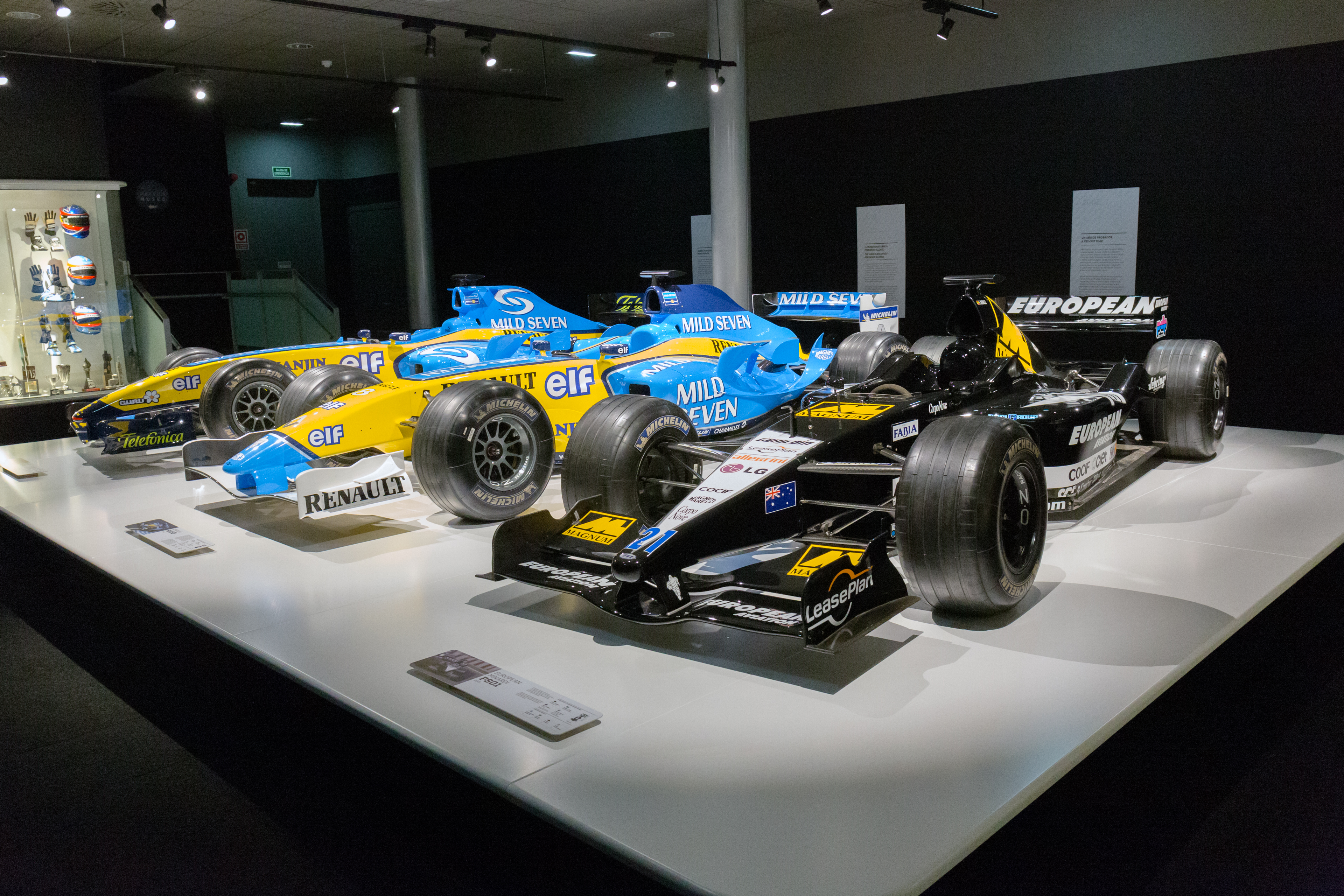
La Minardi PS01-European V10 des débuts en Formule 1 en 2001 à côté de la Renault R23 (2003) et de la Renault R24 (2004).
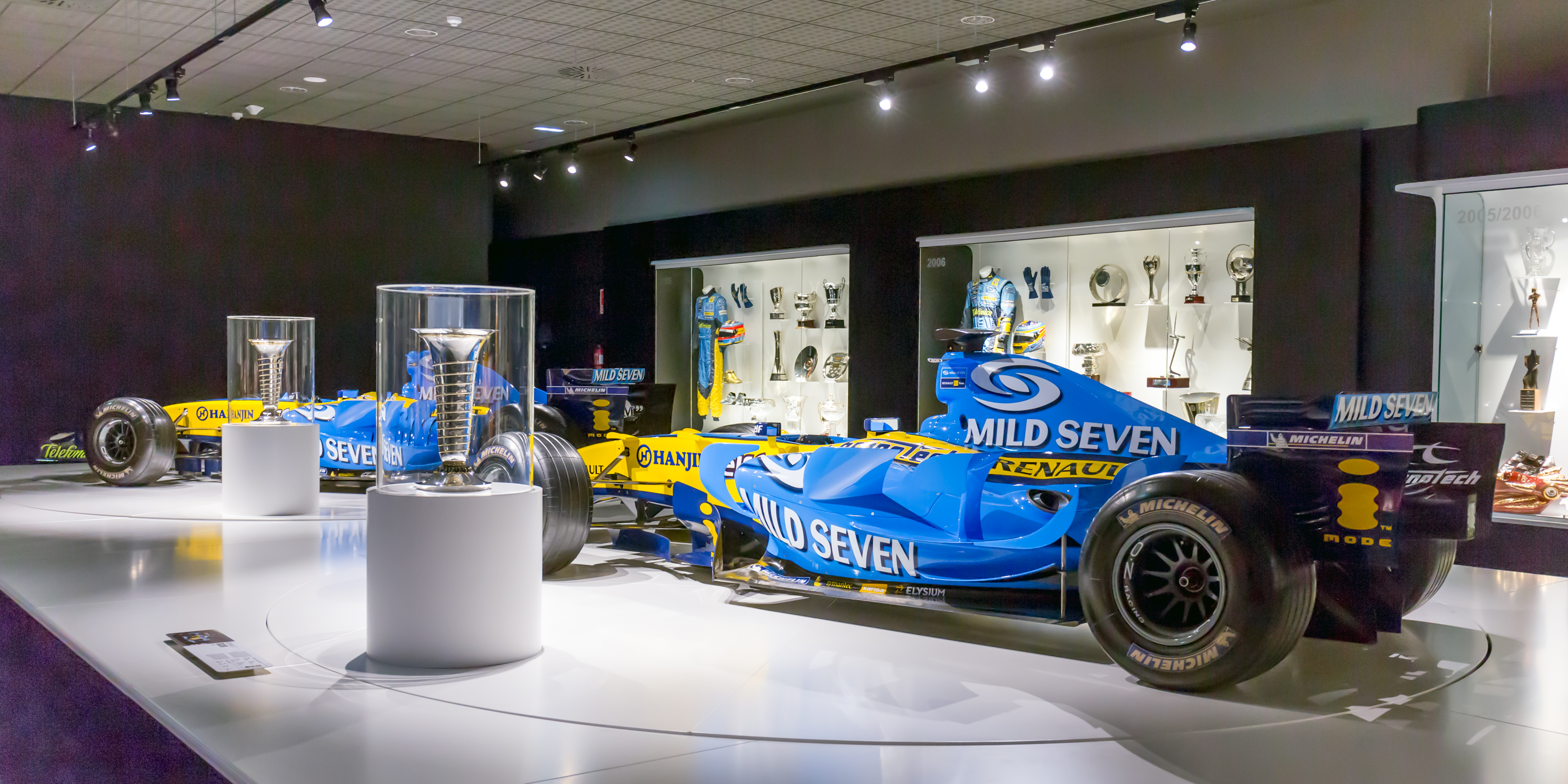
Les Renault R25 et R26 des deux sacres en 2005 et 2006, accompagnées des deux trophées de champion du monde de Formule 1.
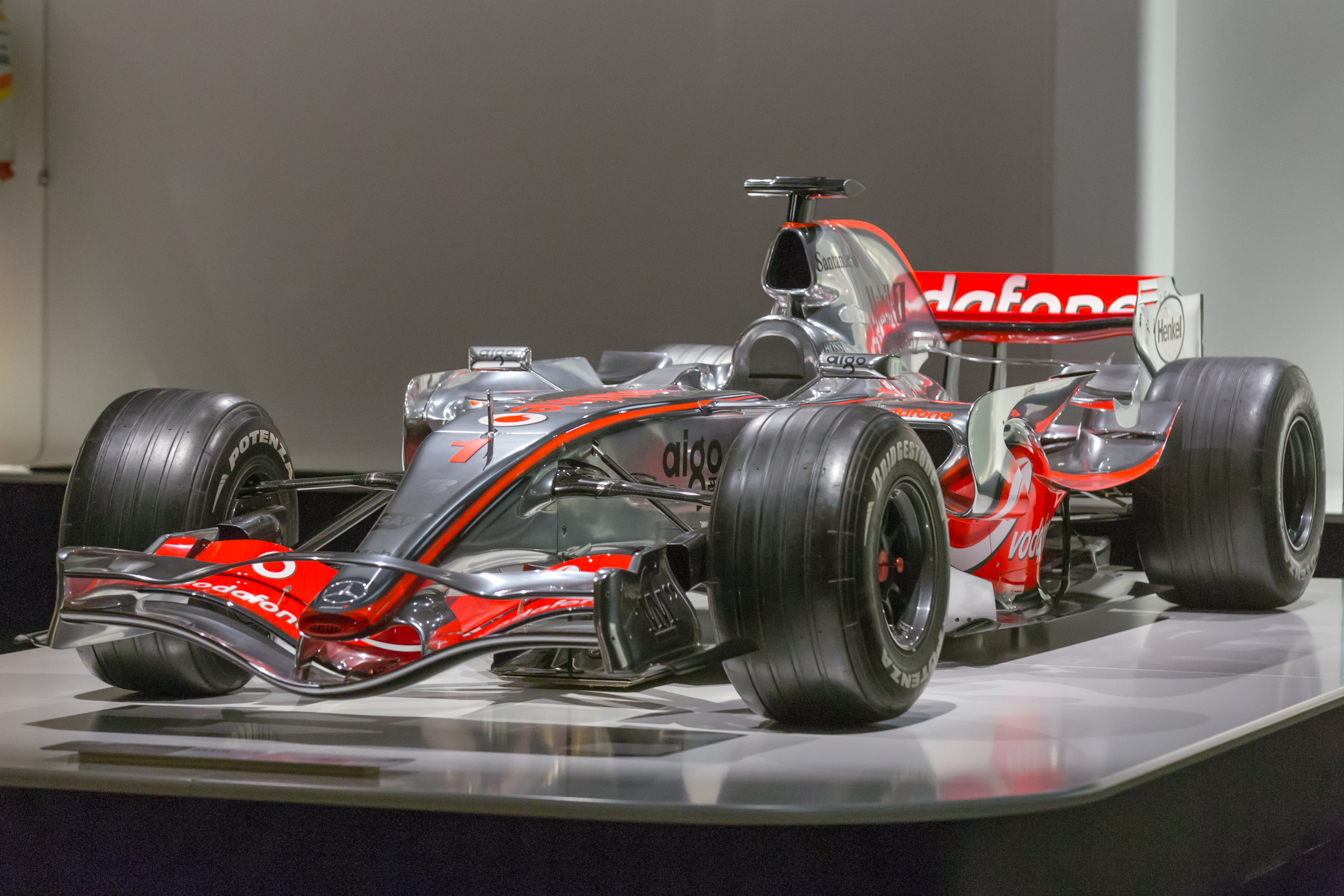
La McLaren MP4-22 de 2007 avec le no 1 de champion du monde en titre.
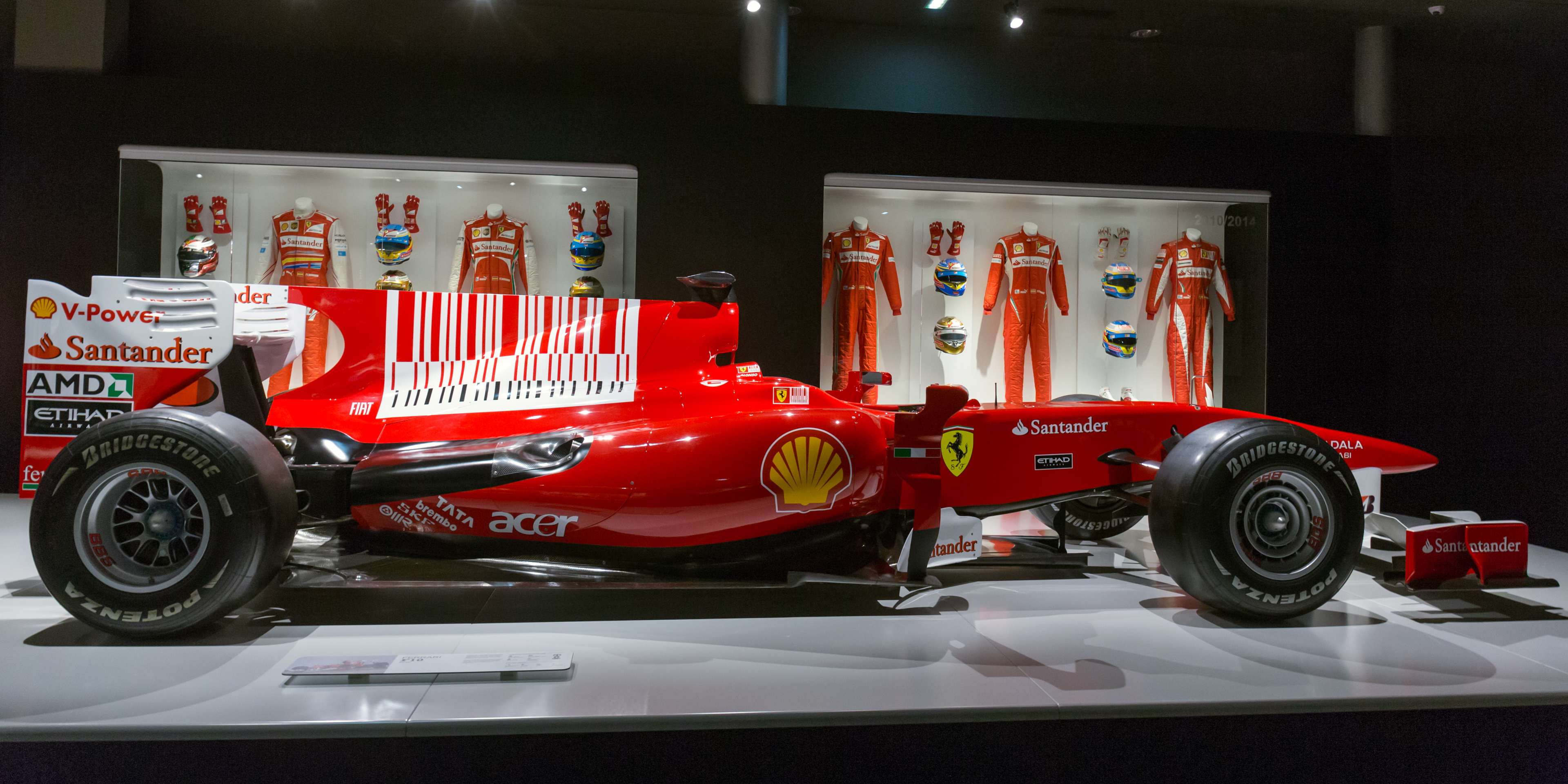
La Ferrari F10 de 2010 avec laquelle Fernando Alonso sera vice-champion du monde derrière Sebastian Vettel.

Les casques et combinaisons
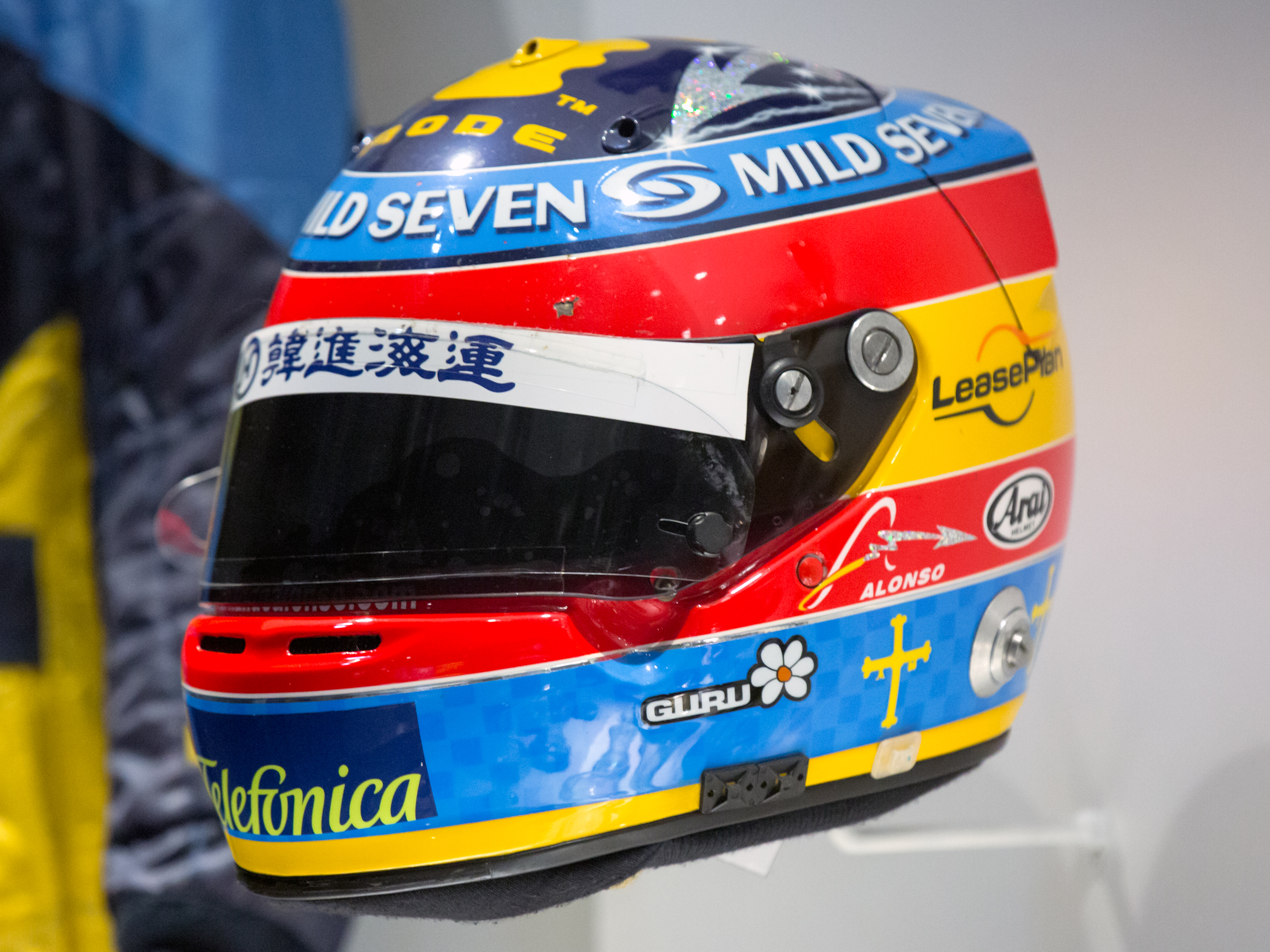
Le casque de Fernando Alonso de l'année de son premier titre de champion du monde en 2005.
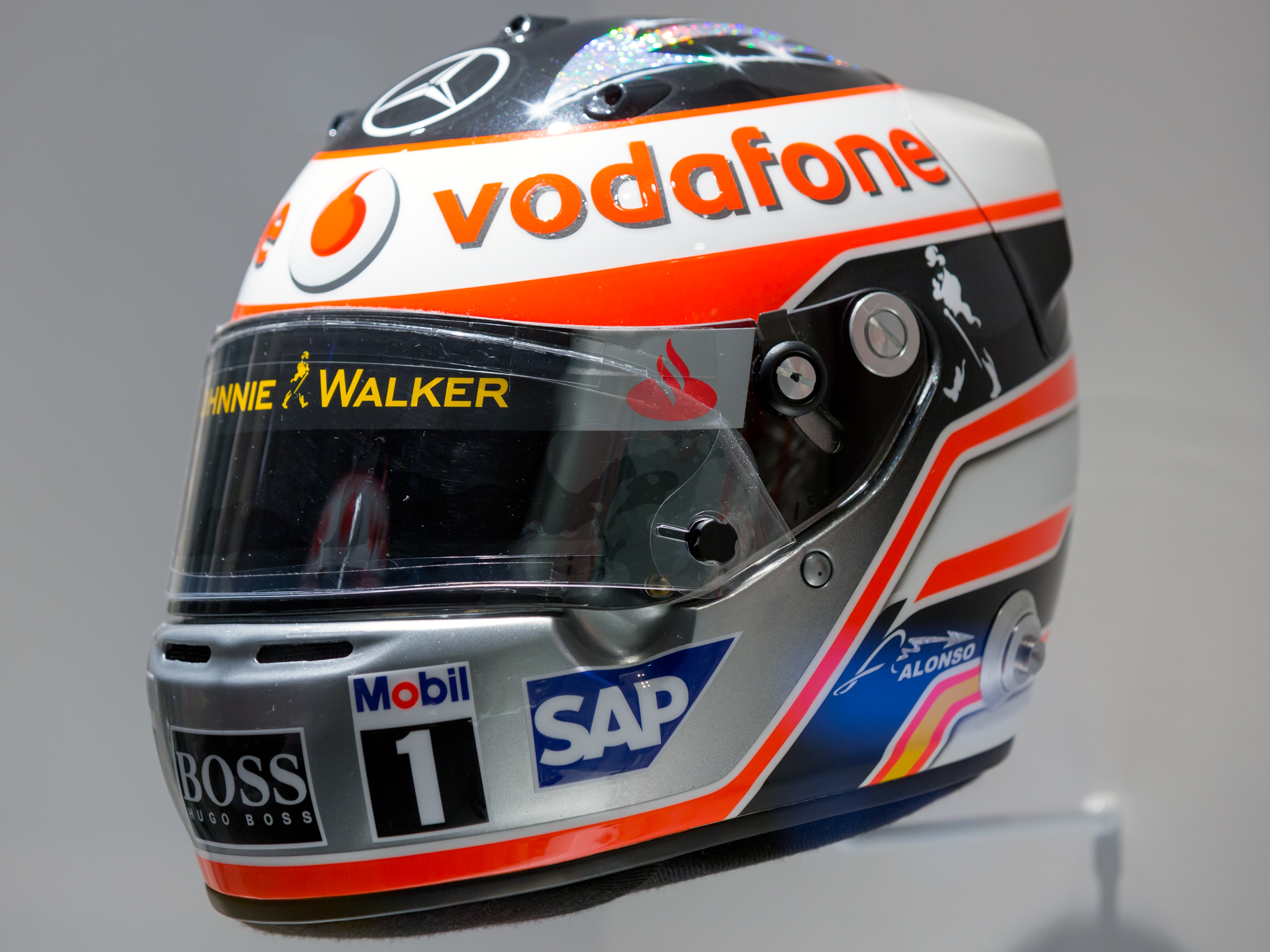
Le casque d'Alonso de la saison 2007 chez McLaren aux côtés de Lewis Hamilton.
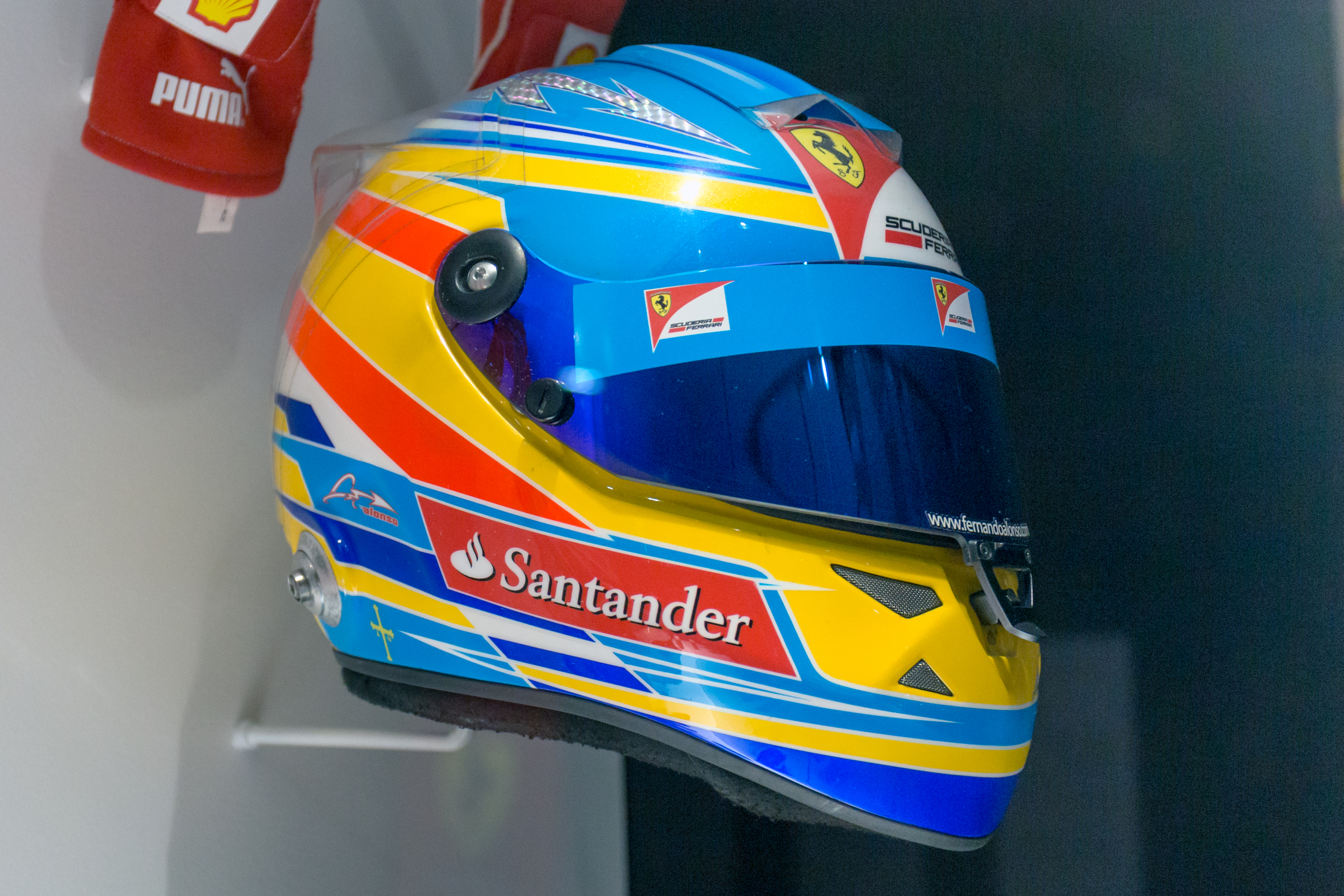
Le casque d'Alonso chez Ferrari en 2012.
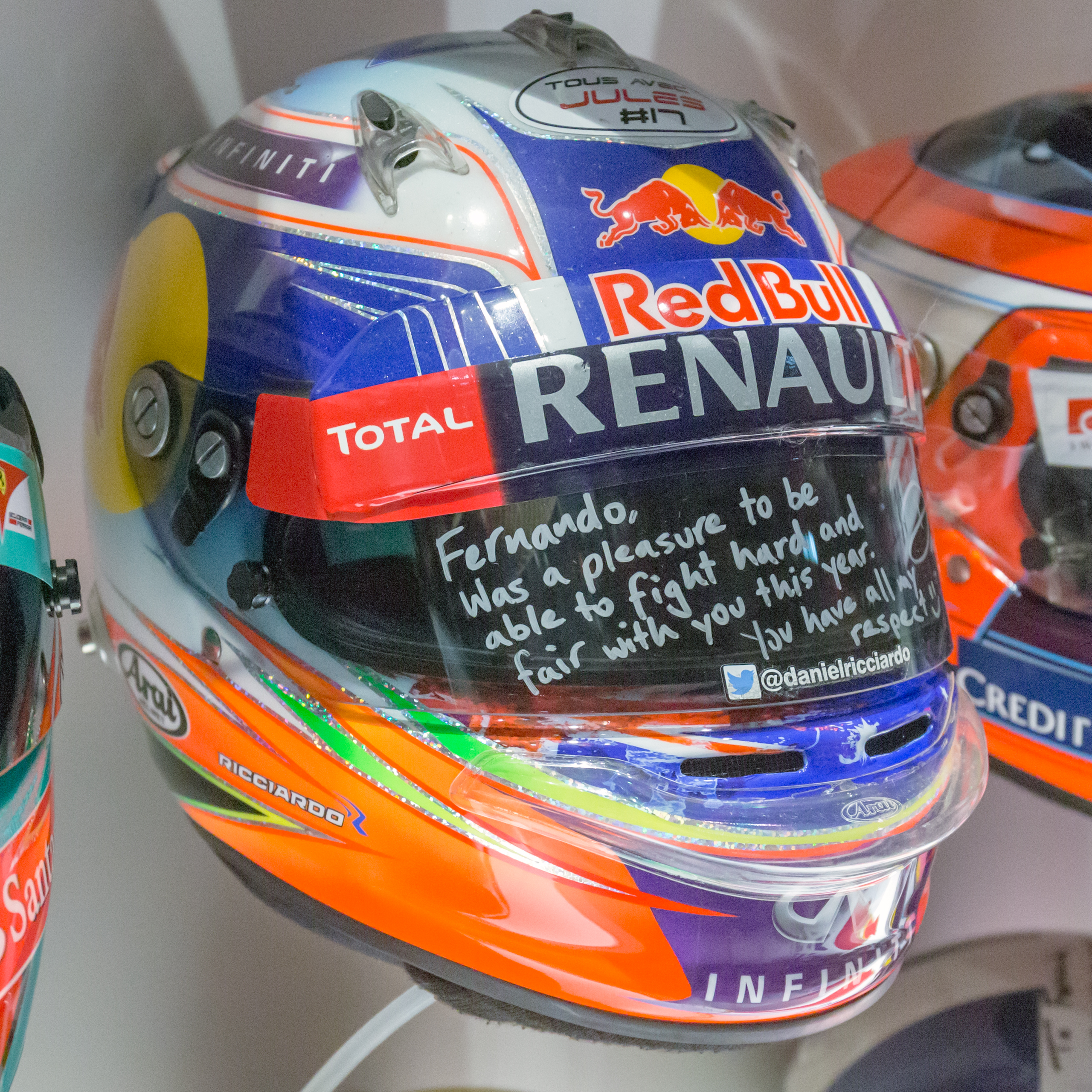
le Casque 2014 de Daniel Ricciardo avec un message écrit sur la visière par l'Australien : “Fernando, ce fut un plaisir de pouvoir se battre durement et loyalement avec toi cette année. Tu as tout mon respect”.
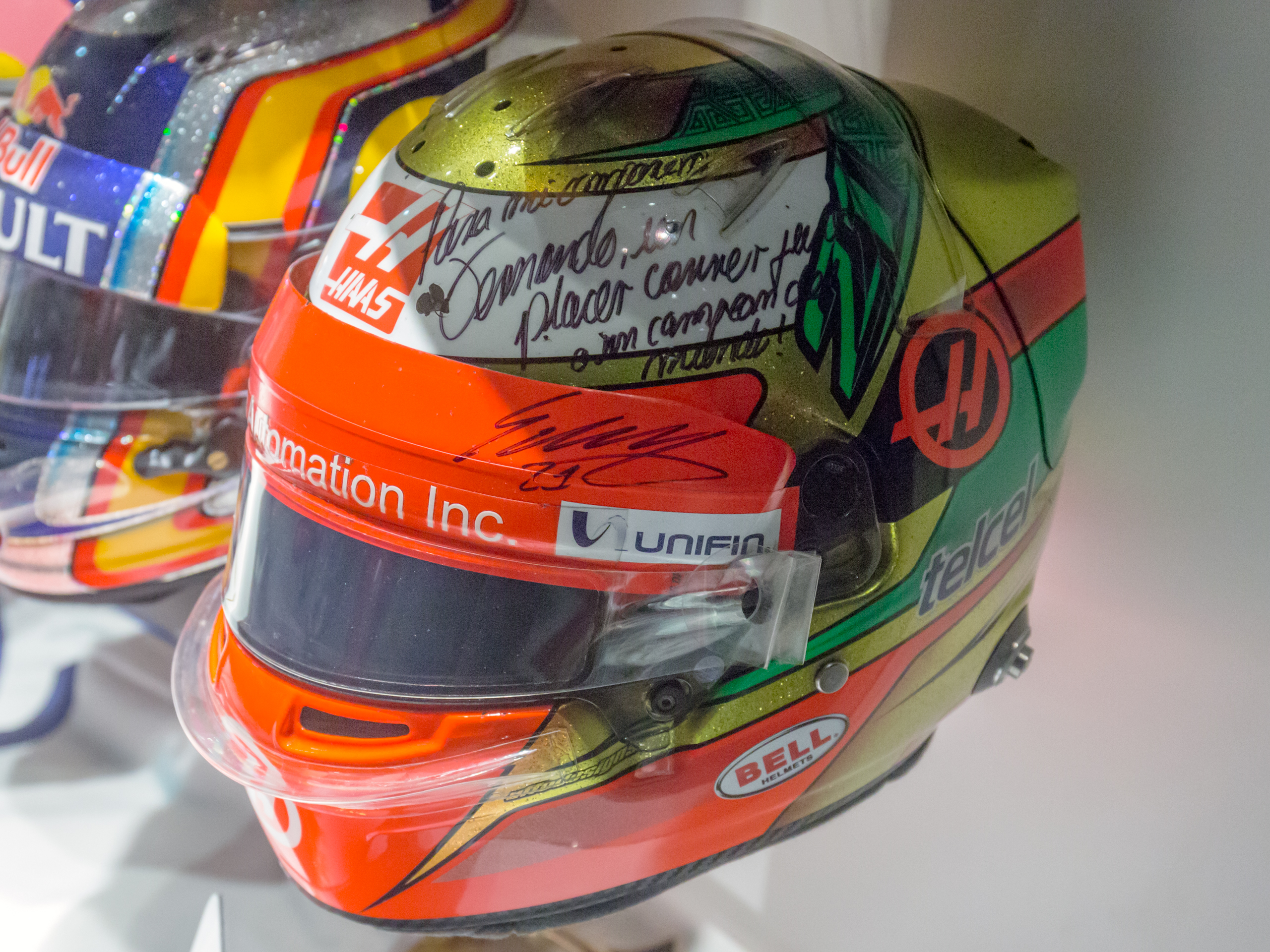
Le casque d'Esteban Gutiérrez avec une dédicace en espagnol du pilote mexicain.
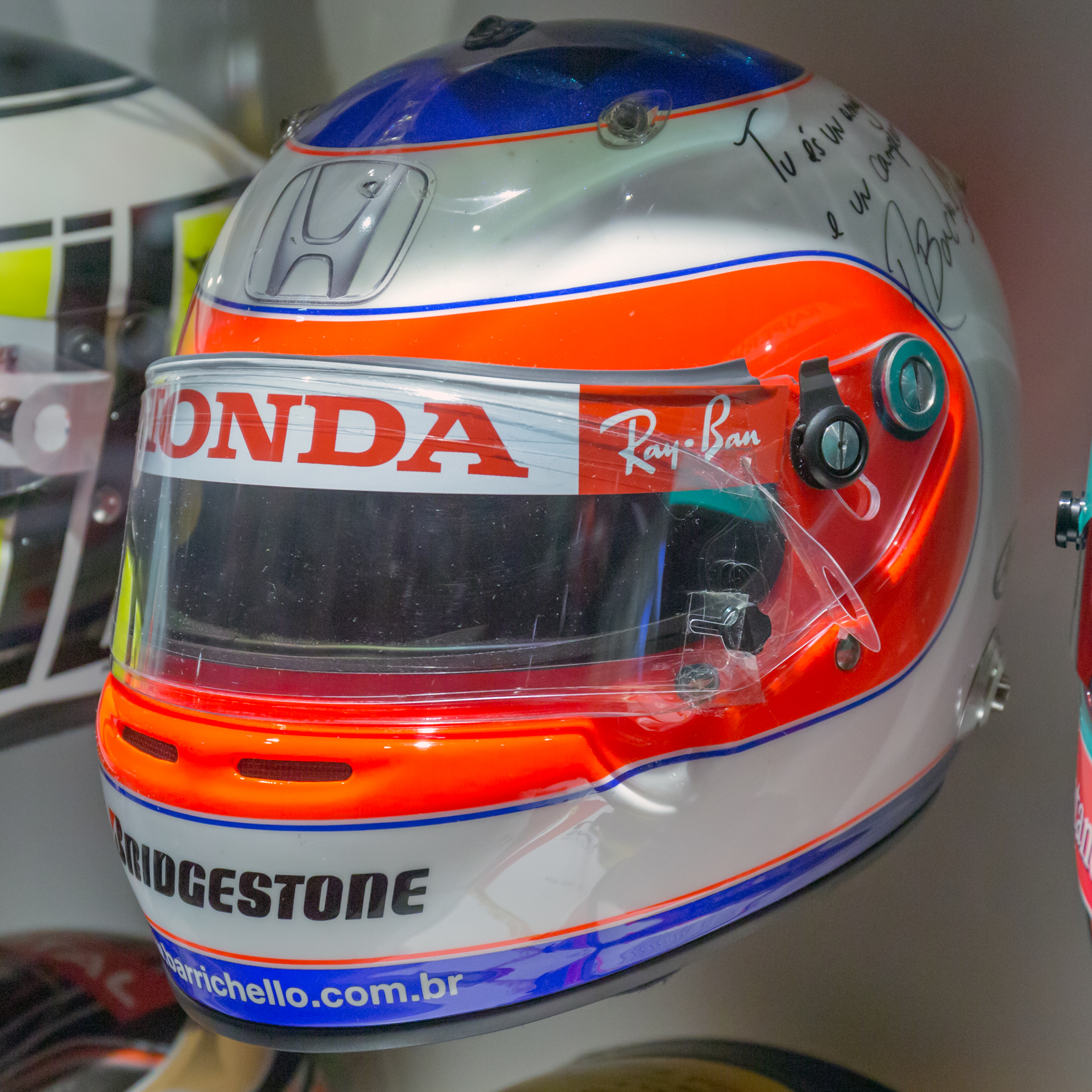
Le casque dédicacé que portait Rubens Barrichello lors du Grand Prix de Monaco 2007.
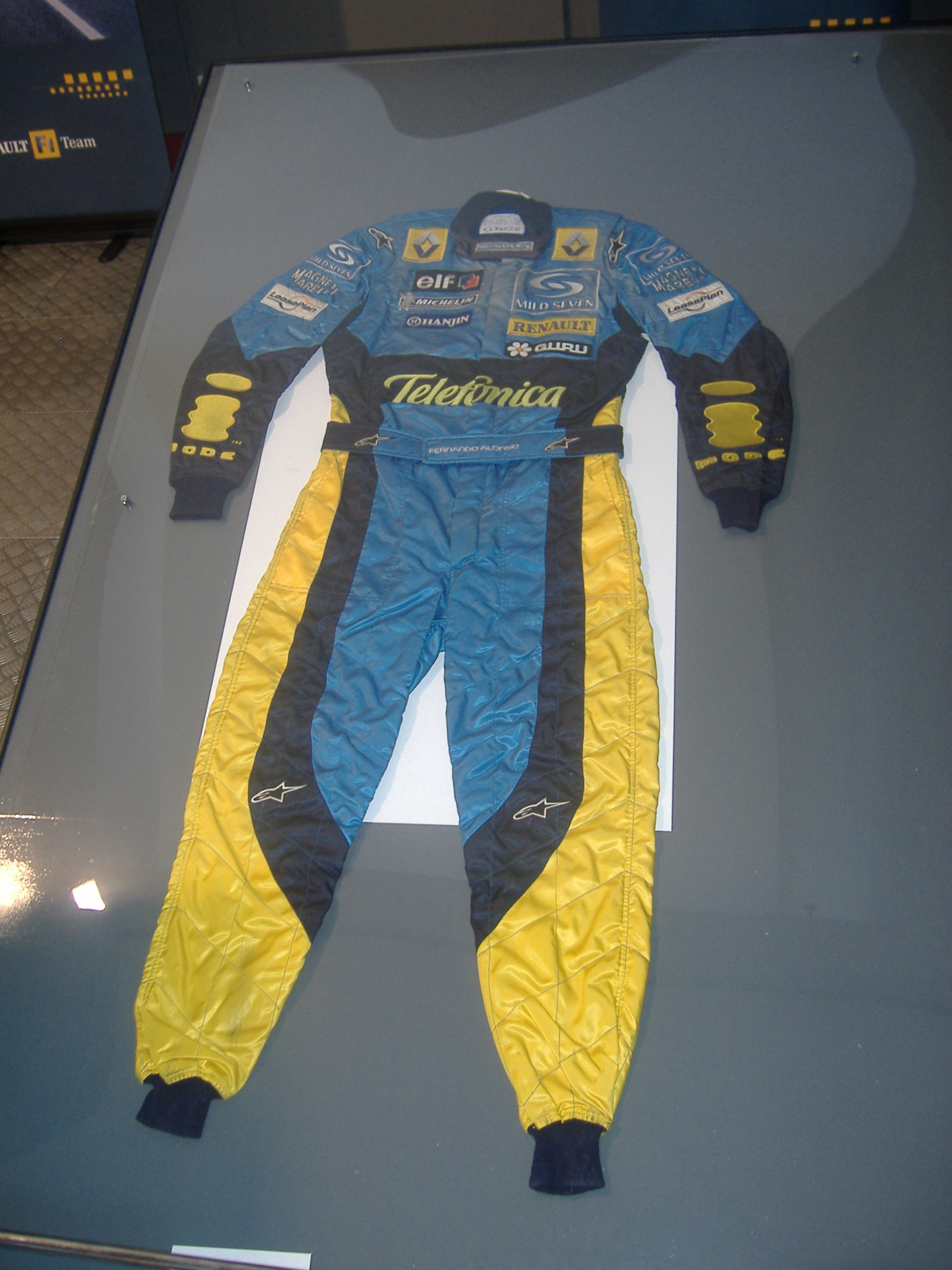
La combinaison ignifugée Alpinestars de Fernando Alonso à l'époque de ses titres de Champion du monde chez Renault.